# Луди од љубави
Луди од љубави је трећи студијски албум српске музичке групе Дивљи кестен издат 1996. године за ПГП РТС. Музику    за већину песама као и тесктове писао је фронтмен Игор Старовић. Музику за песму Луди од љубави радио је Бане Јелић. Снимљен је спот за песму Сврати понекад.

## Списак песама
| №   | Назив                     | Трајање |  |
| 1.  | Рођендан                  |         |  |
| 2.  | Сузана                    |         |  |
| 3.  | Сврати понекад            |         |  |
| 4.  | Сузе од леда              |         |  |
| 5.  | Затвори очи               |         |  |
| 6.  | Седам година              |         |  |
| 7.  | Без тебе тешко је         |         |  |
| 8.  | Сећања на тебе            |         |  |
| 9.  | Мрвица                    |         |  |
| 10. | Луди од љубави            |         |  |
| 11. | Где ћемо ми               |         |  |
| 12. | Помози ми                 |         |  |
| 13. | Ти си моја музика         |         |  |
| 14. | Очи зелене                |         |  |
| 15. | Седам година инструментал |         |  |